# 魯賓遜漂流記 (2003年電影)
《魯賓遜漂流記》是台灣導演林正盛的第六部電影，於第56屆坎城影展一種注目單元中首映。

## 劇情
魯賓遜父母與兄弟姊妹都移民到美國居住，獨留在台灣的他一個人住在酒店中，他只有一箱換洗衣物與一條養了很久的小魚；他在地產業相當成功，事業有成的他卻感空虛無依，女友Vicky有意與他定下來，但他卻沒有意願，身為魯賓遜注定要漂流的；某天，他在網路上看到有人在標售古巴附近的一座小島，激起他的渴望，他打算買下後獨自一人到島上逃離現在的生活。

## 主要角色
- 戴立忍 - 魯賓遜
- 楊貴媚 - Billie
- 陳湘琪 - 秀琳
- 張鳳書 - Vicky
- 李心潔 - 小菲

## 獎項
| 獎項           | 獎項                 | 受獎者           | 階段／結果 |
| -------------- | -------------------- | ---------------- | ---------- |
| 第56屆坎城影展 | 一種注目單元最佳影片 | 《魯賓遜漂流記》 | 提名       |
| 第39屆金馬獎   | 最佳女配角           | 楊貴媚           | 提名       |

## 外部連結
- 互联网电影数据库（IMDb）上《魯賓遜漂流記》的资料（英文）
- AllMovie上《魯賓遜漂流記》的资料（英文）
- 爛番茄上《魯賓遜漂流記》的資料（英文）
- 豆瓣电影上《魯賓遜漂流記》的資料 （简体中文）